# Manmohan Singh
  Manmohan Singh  (panjabi: ਮਨਮੋਹਨ ਸਿੰਘ)  (Gah, 26 de setembre de 1932 - Institut de Ciències Mèdiques de l'Índia a Nova Delhi, 26 de desembre de 2024) va ser un economista i polític indi, membre del Congrés Nacional Indi i primer ministre de l'Índia entre el 22 de maig de 2004 i el 26 de maig de 2014.
Manmohan Singh era economista de formació i va estudiar al Nuffield College a Oxford i al St John's College a Cambridge, així com a la Universitat del Penjab.
És considerat com l'arquitecte del programa de reformes econòmiques de l'Índia en els anys 1990. Com a ministre de Finances en el govern de Pamulaparthi Venkata Narasimha Rao (1991-1996), i sota el seu impuls es va instaurar un programa de liberalització i d'obertura a l'economia mundial.
Manmohan Singh va ser escollit a la Rajya Sabha (la Cambra alta índia) entre 1991 i 1996, com a representant de l'Assam, i novament el 2001.
Encara que les seves reformes econòmiques fossin molt populars en la classe mitjana (però molt menys entre els pobres i els medis nacionalistes), va perdre les eleccions a la Lok Sabha (la cambra baixa índia), en una circumscripció de Delhi Sud el 1999.
Després de la victòria sorpresa del Congrés Nacional Indi a les eleccions de 2004, Sonia Gandhi va ser triada per ocupar el lloc de Primer Ministre. Però, el 18 de maig, va refusar i l'endemà el president Abdul Kalam va proposar oficialment el lloc a Singh. Aquest últim va prestar jurament el 22 de maig i es va convertir en el primer Sikh a ocupar aquest lloc.
Manmohan Singh es va casar el 1958 i va tenir tres filles.